# Cam Nam, Tề Tề Cáp Nhĩ
Cam Nam (tiếng Trung:甘南县, Hán Việt: Cam Nam huyện) là một huyện của địa cấp thị Tề Tề Cáp Nhĩ, tỉnh Hắc Long Giang, Cộng hòa Nhân dân Trung Hoa. Huyện này có diện tích 4384 km2, dân số 380.000 người, mã bưu chính 162100, trụ sở chính quyền huyện đóng ở trấn Cam Nam. Về mặt hành chính, Cam Nam được chia thành các đơn vị gồm 3 trấn (Cam Nam, Đông Dương, Bình Dương), 9 hương (Hoằng Kiến, Trường Sơn, Trung Hưng, Âm Hà, Trường Cát Cương, Hưng Long, Cự Bảo, Tuyên Cáp Dương, Bảo Sơn).